# 細長橋
細長橋（ほそながはし、ほそながばし）は、大分県豊後大野市の大野川に架かる橋である。

## 概要
大野川が三重川と合流する地点のやや上流の豊後大野市三重町宮野字細長と同市犬飼町田原との間に架かる。かつての国道326号の旧道である豊後大野市道深野細長線の橋である。なお、1983年（昭和58年）に完成した現在の国道326号は、この橋の下流で大野川を越えている。
1931年（昭和6年）12月に開通した、橋長115.1メートル、幅員4.9メートル。7径間の桁橋で、中央部に支間長各28.5メートルの2連の下路式鋼ポニー平行弦ワーレントラス構造を持ち、右岸側の2径間及び左岸側の3径間がコンクリート桁とされた道路橋である。下部工（橋脚）は切石積み橋脚である。
コンクリート床版が剥離して鉄筋が露出する等、老朽化によって危険な状態にあるため、2005年3月31日に合併して豊後大野市となる前から旧三重町によって通行止めとされている。
近年ではフェンスが設置により出入りが出来ない。
本橋梁は、土木学会による「近代土木遺産2800選Bランク（県指定文化財クラス）」に選出されている。

## 歴史
江戸時代、大野川中流域の右岸に位置する三重郷は臼杵藩領であり、大野川には河川港の細長港や吐合港が設けられて、対岸の犬飼港とともに大野川の舟運を担った。細長港には三重や野津から戸次まで上納米を運ぶ船が発着した。
1876年（明治9年）には、大野川を浚渫して沈堕の滝下の瀬頭まで船が遡上できるようになり、細長には多くの商店が建ち並び市街地が形成された。細長橋の北側の山林内には細長の繁栄の様子を記した「細長繁栄記」の碑が残っている。この碑は1878年（明治11年）に建立されたもので、豊後大野市の有形民俗文化財に指定されている。大野川の通船は、豊肥本線の開通などに伴い衰退していった。
江戸時代には細長港付近に橋はなく、細長には渡しが設けられていた。細長の渡しは明治時代に入って交通や運輸が増えると県営となった。細長は大分市市街地から犬飼町を経て三重町に至る交通の要路に位置しており、やがて渡し船では増大する貨物輸送の需要に対応できなくなったため、明治時代末から架橋の必要性が叫ばれ、1931年（昭和6年）12月に細長橋が完成した。一方、細長の渡しは、細長橋の開通に伴って廃止された。